# Казадезюс, Жан-Клод
Жан-Клод Казадезюс (фр. Jean-Claude Casadesus, 7 декабря 1935, Париж) — французский дирижёр, композитор, музыкальный организатор.

## Биография
Сын известной киноактрисы Жизель Казадезюс (род. 1914), внучатый племянник пианиста Робера Казадезюса (1891—1972). Закончил Парижскую консерваторию как перкуссионист. Писал музыку для театра и кино. Учился дирижёрскому искусству у Пьера Булеза и Пьера Дерво.
В 2008 году концертировал в Екатеринбурге. С Уральским филармоническим оркестром и Симфоническим хором исполнил Фантастическую симфонию Берлиоза и Глорию Пуленка.
Дочь — певица Каролина Казадезюс, сын — актёр Оливье Казадезюс.

## Карьера
С 1969 — главный дирижёр Парижской оперы и Опера Комик. В 1971 вместе с Пьером Дерво создал Национальный оркестр Страны Луары, был до 1976 одним из его содиректоров. В 1976 создал Национальный оркестр Лилля, которым руководил много лет. В 2005—2008 — музыкальный директор Французского молодёжного оркестра. Президент ассоциации Новая музыка на свободе.

## Признание
Командор ордена Почётного легиона, ордена «За заслуги», ордена искусств и литературы, ордена Оранских-Нассау (Нидерланды), офицер ордена Леопольда I (Бельгия) и кавалер ордена Академических пальм. Премия Виктуар де ля мюзик за музыкальную постановку 1997 года (Пелеас и Мелизанда Дебюсси с Национальным оркестром Лилля) и За заслуги перед музыкой (2004), многие другие награды.

## Автобиография
- Le plus court chemin d’un cœur à un autre: histoire d’une passion. Paris: Stock, 1997